# Mil Mi-58
Le Mil Mi-58 était un projet d'hélicoptère de transport de passagers à deux turbines basé sur le Mil Mi-28 annoncé pour la première fois au salon du Bourget de 1995. Il devait avoir deux 2 088 kW Klimov TV3-117VMA-SB3 turbomoteurs, rotor principal du Mi-28 et rotor de queue Delta H, et train d'atterrissage fixe de type tricycle avec une roue avant et deux roues arrière sur de longs nageoir. Il aurait pu accueillir 20 passagers avec différentes configurations de sièges.

## Sources et références
1. ↑  « Mil Mi-58 Project » (consulté le 25 novembre 2022)